# 鈴木隆夫

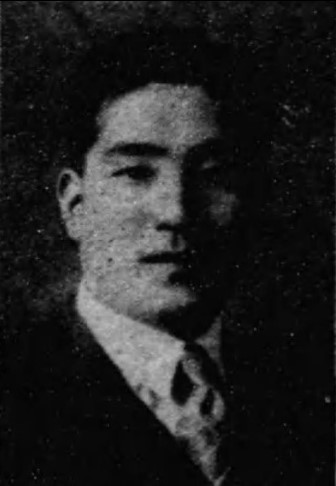
鈴木隆夫

鈴木 隆夫（すずき たかお、1904年2月27日 - 1980年12月16日）は、日本の官僚、国会職員。法学博士。第二次世界大戦後、55年体制の成立期において衆議院事務総長を務めた。その退職後は、第2代国立国会図書館長となり、また、味の素株式会社の経営に携わった。

## 来歴・人物
宮城県伊具郡角田町（角田市の前身）の医師の家に生まれる。宮城県立白石中学校、旧制弘前高等学校を経て、東北帝国大学法文学部卒業。在学中、高等文官試験司法科（1929年）・行政科（1930年：首席と伝えられる）に合格した。1931年、内務省に入省して警視庁に配属されたが、同年、守衛副長として衆議院事務局に転じ、守衛（後の衛視）の教育に当たる。守衛副長在任中の1936年、二・二六事件の際には、仮議事堂に現れて抜刀した反乱軍の将校を前に、玉座のある議事堂において抜刀することの非を冷静に咎め、その豪胆さは長く語り草となった。
1937年、衆議院書記官に任ぜられる。速記課長、その後、秘書課長を命ぜられる。この時期、第9代衆議院書記官長田口弼一の著書『委員会制度の研究』（岩波書店、1939年）の草稿の執筆の多くを委ねられた。同書は、帝国議会時代における議会運営の実務理論に関する体系書として貴重なものである。秘書課長時代には、戦時下、第10代衆議院書記官長大木操の下で、軍部など各方面の情報収集に奔走した。その様子は大木の日記に残されている。
第二次世界大戦終結後、1945年に委員課長を命ぜられ、国会法・新衆議院規則の立案等、新憲法施行を前にした議会法規の整備に尽力した。1947年、新憲法・国会法の施行に伴い、衆議院参事となり、委員部長を命ぜられ、1953年には、事務次長を命ぜられる。この間、一般国民への議会理論の普及を目的として『国会運営の理論』（聯合出版社、1953年）を著す。同書は、事務局においてバイブルとされ、実務における議会運営理論の支柱となっている。
1955年、左右社会党の統一や保守合同を機に退任した大池眞の後任として、第3代・2人目の衆議院事務総長に選出された。55年体制成立期の度重なる議事の混乱の中、衆議院の事務方の長としてその任に当たり、1960年の日米安全保障条約審議においては、与野党との折衝に奔走した。鈴木はあくまで議会の権威を守るため警官隊導入には反対であったが、院内への警察官の導入等の責任をとり、在任4年8か月で辞任した。辞任許可の本会議を前にした議院運営委員会の会議録には、その退任を惜しむ委員の声が記録されている。
1961年金森徳次郎の退任ののち空席となっていた国立国会図書館長に任命される。同年「国会運営の理論」で東北大学法学博士。1965年に退任するまでの4年間に、赤坂離宮から移転した永田町の新庁舎の開館、『外国の立法』の創刊等が行われている。国立国会図書館長の退任後は、味の素株式会社の経営陣に加わった。
1980年、議会開設90周年の年に没した。76歳没。

## 著書
- 『国会運営の理論』聯合出版社 1953 のち信山社
- 『国会法の理念と運用 鈴木隆夫論文集』今野彧男編 信山社 2012